# Rhadinoscelidia malaysiae
Rhadinoscelidia malaysiae (лат.) — вид ос-блестянок рода Rhadinoscelidia из подсемейства Loboscelidiinae. Юго-Восточная Азия: Малайзия (Pasoh Forest Res., штат Негри-Сембилан).

## Описание
Мелкие осы-блестянки с красновато-коричневым гладким и блестящим телом. Длина тела около 2 мм. От близких видов отличается следующими признаками: скапус усика без прозрачного фланца на базальной 1/4 свой длины; лоб со срединным килем, не раздвоенным у верхнего конца около переднего края переднего оцеллия. 
Затылок с тремя простыми глазками расположен высоко над местом прикрепления к шее. Пронотум длиннее своей ширины, с боков округлый. Усики прикрепляются горизонтально на носовом фронтальном выступе. Жилкование редуцированное. Биология неизвестна, но предположительно, как и другие виды подсемейства или мирмекофилы, или паразитоиды, которые в качестве хозяев используют яйца палочников (Phasmatodea). Вид был впервые описан в 1988 году американским гименоптерологом профессором Линн Кимсей (Lynn S. Kimsey, Bohart Museum of Entomology, Department of Entomology, Калифорнийский университет в Дэвисе, Калифорния, США).